# Авкал (султан Сеннару)
Авкал (Увкал) (*араб. أوكل; д/н — 1789) — 22-й макк (султан) Сеннару в 1788—1789 роках.

## Життєпис
Походив з династії Фунджі. Син макка Унсала III. Відомостей про нього обмаль, ймовірно не мав значного політичного впливу. 1788 року оголошений Насіром улад Мухаммадом з клану хамадж новим правителем на противагу Адлану II. Авкала підтримало арабське плем'я дабайна.
1789 року Адлан II зазнав остаточної поразки й загинув. Авкал затвердився в султанаті, але не мав жодної влади. Політику здійснював Насір улад мухаммад, що став візиром. У вересні того ж року з невідомих причин візир повалив Авкала, замінивши того на Таїба улад Наввара.